# Åke Hanngren
 Sten Åke Gustaf Hanngren, född 19 september 1922 i Stockholm, död 30 maj 2003 i Danderyds församling, var en svensk läkare och professor i medicin, särskilt lungsjukdomar.
Hanngren avlade medicine kandidatexamen 1946 och medicine licentiatexamen 1952. Som många andra unga på 1940-talet drabbades han av svår lungtuberkulos. Han vårdades för denna på Österåsens sanatorium nära Sollefteå, där den legendariske Helge Dahlstedt var överläkare. Han fick där personligen uppleva den första aktiva behandlingen mot tuberkulos. Han lyckades från Ferrosan få sig tillsänt PAS (paraaminosalicylsyra) bakom Dahlstedts rygg. Dahlstedt såg dock att Hanngren började tillfriskna och Hanngren måste då erkänna att han tog PAS dagligen, vilket Dahlstedt accepterade och snart gjorde honom till vikarierande underläkare. Men Österåsen var inte bara ett sanatorium utan också en rik kulturmiljö. Hanngrens stora intresse för konst inklusive eget konstnärskap kom här till uttryck.
Hans avhandling om omsättningen av PAS i kroppen som han försvarade 1959, hade upptäckaren av PAS, professor Jörgen Lehmann, som opponent. Efter tjänstgöringar på Söderby sjukhus och Serafimerlasarettet blev han 1962 biträdande överläkare och 1969 överläkare och klinikchef för thoraxmedicinska kliniken vid Karolinska sjukhuset i Solna. Hanngren blev 1962 docent i invärtes medicin och 1969 utnämndes han till biträdande professor i invärtes medicin, särskilt lungsjukdomar. Han blev professor emeritus 1987. Parallellt till professur och klinikchefskap var han generalsekreterare i Nationalföreningen mot Hjärt- och Lungsjukdomar/Hjärt-lungfonden, vilket han uppehöll till 1990. Han valdes 1987 till hedersledamot i Svensk lungmedicinsk förening. Under många år var han aktiv i Internationella tuberkulosunionen med säte i Paris. På senare år rörde hans största forskningsintresse sarkoidos.